# Liste der Naturdenkmale in Bad Ditzenbach
| Naturdenkmale | Anzahl |
| ------------- | ------ |
| FND           | 20     |
| END           | 4      |
| Gesamt        | 24     |

Die Liste der Naturdenkmale in Bad Ditzenbach nennt die verordneten Naturdenkmale (ND) der im baden-württembergischen Landkreis Göppingen liegenden Gemeinde Bad Ditzenbach. In Bad Ditzenbach gibt es insgesamt 24 als Naturdenkmal geschützte Objekte, davon 20 flächenhafte Naturdenkmale (FND) und 4 Einzelgebilde-Naturdenkmale (END).
Stand: 31. Oktober 2016.

## Flächenhafte Naturdenkmale (FND)
| Name                                 | Bild | Kennung     | Einzelheiten   | Position | Fläche Hektar | Datum         |
| ------------------------------------ | ---- | ----------- | -------------- | -------- | ------------- | ------------- |
| Badfelsen                            | BW   | 81170060027 | Bad Ditzenbach | ⊙        | 2,8           | 22. Okt. 1984 |
| Feuchtgebiet Harttal                 | BW   | 81170060017 | Bad Ditzenbach | ⊙        | 2,6           | 22. Okt. 1984 |
| Hartelbach                           | BW   | 81170060016 | Bad Ditzenbach | ⊙        | 0,6           | 22. Okt. 1984 |
| Heide bei und unter der Kreuzkapelle | BW   | 81170060004 | Bad Ditzenbach | ⊙        | 4,6           | 22. Okt. 1984 |
| Heide Henningertal                   | BW   | 81170060011 | Bad Ditzenbach | ⊙        | 4,9           | 22. Okt. 1984 |
| Heide Pfaffenberg                    | BW   | 81170060010 | Bad Ditzenbach | ⊙        | 4,9           | 22. Okt. 1984 |
| Krähensteigfelsen                    | BW   | 81170060020 | Bad Ditzenbach | ⊙        | 1,4           | 22. Okt. 1984 |
| Krähenstein                          | BW   | 81170060021 | Bad Ditzenbach | ⊙        | 0,7           | 22. Okt. 1984 |
| Oberlauf der Ditz                    |      | 81170060024 | Bad Ditzenbach | ⊙        | 2,0           | 22. Okt. 1984 |
| Pflanzenstandort Klingenbrunnen      | BW   | 81170060008 | Bad Ditzenbach | ⊙        | 2,1           | 22. Okt. 1984 |
| Pflanzenstandort Öhmtel              | BW   | 81170060005 | Bad Ditzenbach | ⊙        | 2,9           | 22. Okt. 1984 |
| Quellen Krähensteig                  | BW   | 81170060018 | Bad Ditzenbach | ⊙        | 1,0           | 22. Okt. 1984 |
| Tiersteinfels                        |      | 81170060002 | Bad Ditzenbach | ⊙        | 1,2           | 22. Okt. 1984 |
| Wacholderheide am Sielenwand         | BW   | 81170060009 | Bad Ditzenbach | ⊙        | 1,9           | 22. Okt. 1984 |
| Wacholderheide Barmenberg            | BW   | 81170060013 | Bad Ditzenbach | ⊙        | 3,0           | 22. Okt. 1984 |
| Wacholderheide Eichbühl              | BW   | 81170060025 | Bad Ditzenbach | ⊙        | 4,9           | 22. Okt. 1984 |
| Wacholderheide Haushalde             | BW   | 81170060014 | Bad Ditzenbach | ⊙        | 0,9           | 22. Okt. 1984 |
| Wacholderheide Krähennest            | BW   | 81170060026 | Bad Ditzenbach | ⊙        | 1,8           | 22. Okt. 1984 |
| Wacholderheide Oberer Roßbühl        | BW   | 81170060012 | Bad Ditzenbach | ⊙        | 1,4           | 22. Okt. 1984 |
| Wacholderheide Schliff               | BW   | 81170060015 | Bad Ditzenbach | ⊙        | 1,6           | 22. Okt. 1984 |
| Legende für Naturdenkmal             |      |             |                |          |               |               |

## Einzelgebilde (END)
| Name                          | Bild | Kennung     | Einzelheiten   | Position | Fläche Hektar | Datum         |
| ----------------------------- | ---- | ----------- | -------------- | -------- | ------------- | ------------- |
| 1 Linde am Großmannshof       | BW   | 81170060019 | Bad Ditzenbach | ⊙        | 0,0           | 22. Okt. 1984 |
| 1 Linde bei der Josefskapelle |      | 81170060003 | Bad Ditzenbach | ⊙        | 0,0           | 22. Okt. 1984 |
| 1 Linde, Wasserstein          | BW   | 81170060023 | Bad Ditzenbach | ⊙        | 0,0           | 22. Okt. 1984 |
| 2 Linden am Hahnenbühl        | BW   | 81170060022 | Bad Ditzenbach | ⊙        | 0,0           | 22. Okt. 1984 |
| Legende für Naturdenkmal      |      |             |                |          |               |               |